# Adonisea vanella
Adonisea vanella är en fjärilsart som beskrevs av Augustus Radcliffe Grote 1879. Adonisea vanella ingår i släktet Adonisea och familjen nattflyn. Inga underarter finns listade i Catalogue of Life.